# Úvalské menhiry
Úvalské menhiry, někdy nazývané také Úvalské Stonehenge, jsou uměle vytvořené menhiry a dolmeny, které se nacházejí na kopci Vinice v katastru města Úvaly. Nacházejí se nedaleko rozhledny Vinice, Aleje úvalských dětí a Parku Vinice.
Místo vzniklo roku 2015 v rámci investiční akce města Úprava lesních cest a přilehlého okolí – Stonehenge. Na místě dříve stávala vybydlená, pravděpodobně myslivecká chatka, která ani nebyla zapsaná v katastru nemovitostí. Po její likvidaci byla původní lesní cesta upravena na mlatovou do tvaru spirály. Uprostřed ní stojí kameny připomínající Stonehenge a okolo cesty jsou kameny různě poskládány do určitých uskupení, například laviček, lehátek nebo stolů pro piknik. Kameny jsou jemně narůžovělé, nicméně jejich zbarvení se během dne mění podle intenzity slunečního svitu.